# Fanø

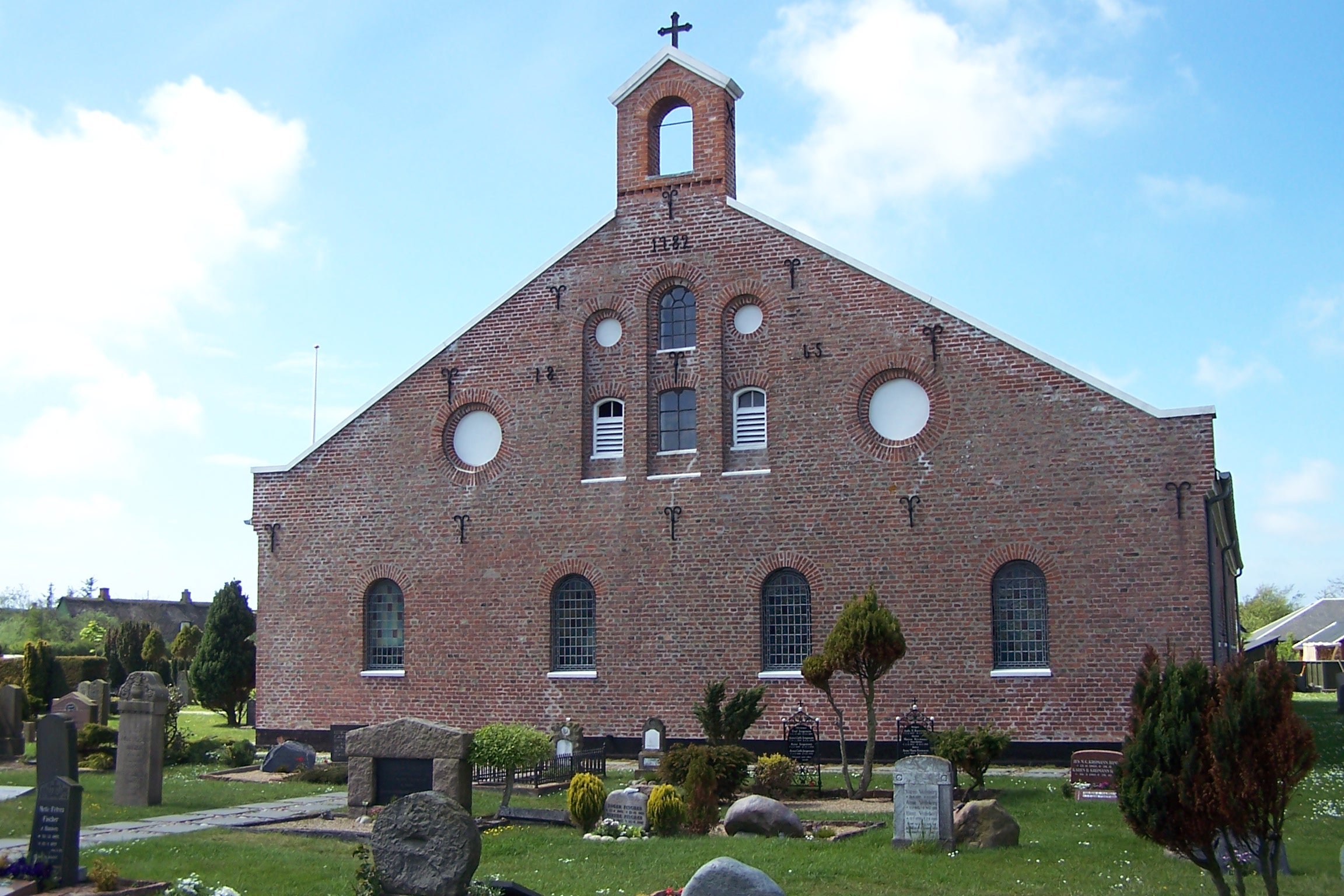
Església de Sønderho

Fanø és la més septentrional de les illes Frisones, situada entre l'illa de Mandø i la península de Skallingen, a l'est de Jutlàndia.
Administrativament pertany a Dinamarca, on constitueix un municipi de la Regió de Syddanmark. També havia format part de l'antic comtat de Ribe. Té una superfície d'uns 56 km² on viuen 3.207 persones (2009).
S'hi pot accedir amb transbordador des d'Esbjerg.